# Яковенко Владислав Олександрович
Владислав Олександрович Яковенко (21 січня 1974) — український лікар-ендоскопіст, хірург, спеціаліст з ультразвукової діагностики. Кандидат медичних наук. Лікар вищої категорії.
Доцент навчально-наукового центру неперервної професійної освіти Інституту післядипломної освіти Національного медичного університету ім. О. О. Богомольця, старший науковий співробітник наукового відділу малоінвазивної хірургії Державної наукової установи «Науково-практичний центр профілактичної і клінічної медицини» Державного управління справами. Завідувач відділенням ендоскопії та малоінвазивної хірургії Медичного центру «Універсальна клініка „Оберіг“».

## Життєпис
Народився в родині інженерів. Трудовий шлях розпочав 1991 року, обійнявши посаду санітара операційно-перев'язувального відділення. Після закінчення у 1993 році фельдшерського відділення Кишинівського міського медичного училища працював фельдшером станції швидкої медичної допомоги. Протягом 1993—1999 років навчався на медичному факультеті Одеського медичного університету. Під час навчання працював медичною сестрою-анестезистом Одеської міської клінічної лікарні № 2.
З 1999 по 2004 рік проходив службу в лавах Збройних сил України. Протягом 1999—2002 років — слухач факультету підготовки військових лікарів за фахом «Хірургія» Української військово-медичної академії, згодом — начальник операційно-перев'язочного відділення, провідний хірург 25-ї Дніпропетровської окремої аеромобільної бригади. 2003 року отримав спеціалізацію з ендоскопії.
Протягом 2004—2007 років обіймав посади лікаря-хірурга, лікаря-ендоскопіста та лікаря ультразвукової діагностики Головного військового клінічного госпіталю Міністерства Оборони України. 2005 року пройшов курси підвищення кваліфікації за спеціалізацією «Лапароскопічна хірургія» та отримав спеціалізацію з ультразвукової діагностики. З 2005 по 2007 рік паралельно працював лікарем-хірургом ТОВ «Центр лапароскопічної хірургії» (Бровари). З 2007 року працював лікарем-хірургом, лікарем-ендоскопістом та лікарем ультразвукової діагностики в Українсько-німецькій клініці та Науково-виробничому онкологічному і кардіологічному центрі «Макс-Велл» (Бориспіль). З 2008 року по теперішній час — завідувач відділення ендоскопії та малоінвазивної хірургії медичного Центру «Універсальна клініка „Оберіг“».
2010 року в клініці університету Кітазато проходив стажування з сучасних методів ендоскопічної діагностики і лікування. Окрім того, регулярно проходив стажування у провідних клініках Швейцарії (Hirslanden, Цюрих), Німеччини, (Гамбург, Ганновер, Дюссельдорф) та Італії (Мілан, Реджо-нель-Емілія). З 2011 року є постійним членом наукового комітету, доповідачем і учасником live-презенацій на симпозіумі EndoSwiss (Швейцарія). Того ж року отримав вищу атестаційну категорію за спеціальністю «хірургія».
2012 року захистив кандидатську дисертацію на тему «Оптимізація ендоскопічної діагностики та лікування метаплазії та дисплазії слизової оболонки шлунку».
З 2013 обіймає посаду наукового співробітника, а з 2016 року — старшого наукового співробітника наукового відділу малоінвазивної хірургії ДНУ «НПЦПКМ» ДУС. 2015 року отримав першу атестаційну категорію за спеціальністю «ультразвукова діагностика».
2016 року обійняв посаду доцента кафедри хірургії, анестезіології та інтенсивної терапії Інституту післядипломної освіти Національного медичного університету ім. О. О. Богомольця, де є куратором і викладачем власних авторських курсів тематичного удосконалення «Ендоскопічна діагностика і ендоскопічна хірургія передракових захворювань і ранніх форм раку стравоходу морфологічна їх верифікація», «Ендоскопічна діагностика і ендоскопічна хірургія передракових захворювань і ранніх форм раку шлунку морфологічна їх верифікація», «Ендоскопічна діагностика і ендоскопічна хірургія передракових захворювань і ранніх форм раку товстої кишки морфологічна їх верифікація». Станом на березень 2020 року випускниками курсів стали 109 курсантів з різних куточків України, а також Казахстану та Азербайджану.
2017 року отримав вищу атестаційну категорію за спеціальністю «ендоскопія».
З 2018 року — член науково-консультативної ради громадської організації «ЕндоАкадемія» та позаштатний експерт Національної Служби Здоров'я України, один з розробників програми реформи вторинної (спеціалізованої) медичної допомоги, зокрема напряму «Амбулаторні скринінгові обстеження дорослих для раннього виявлення онкологічних захворювань».
2019 року обійняв посаду доцента навчально-наукового центру неперервної професійної освіти Інституту післядипломної освіти Національного медичного університету ім. О. О. Богомольця.
Владислав Яковенко є автором 200 наукових праць, у тому числі 1 монографії, 6 методичних рекомендацій Міністерства охорони здоров'я України, 8 галузевих нововведень, 27 наукових робіт у закордонних журналах, а також автором 43 патентів України на винахід. Станом на березень 2020 року провів 59 виступів і майстер-класів на міжнародних форумах, в тому числі — 32 за кордоном. Розробник і популяризатор численних авторських методів ендоскопічної діагностики і лікування з високим збільшенням, вузькосмуговим дослідженням, забарвленням тканин, ендоскопічним ультразвуковим дослідженням, зокрема при передракових захворюваннях і ранньому раку органів шлунково-кишкового тракту.
Владислав Яковенко вперше в Україні виконав та провів майстер-класи з ендоскопічної резекції слизової оболонки, ендоскопічної підслизової дисекції, ендоскопічної підслизової тунельної дисекції при онкозахворюваннях органів глотки, стравоходу, шлунку, дванадцятипалої кишки, здухвинної кишки, ободової і прямої кишки, анального каналу; пероральної ендоскопічної тунельної міотомії при ахалазії стравоходу і дивертикулі Ценкера; ендоскопічного дивертикулотомії при глоточно-стравохідному дивертикулі Ценкера; ендоскопічного ушивання перфорацій стравоходу, шлунку, дванадцятипалої кишки, ободової і прямої кишки; ендоскопічної тонкоголкової пункційної біопсії під контролем ендоскопічного ультразвуку; ендоскопічного висічення рубцевих стенозів органів травного каналу; ендоскопічної гастростомії у важких інсультних і післятравматичних хворих.
Окрім класичних напрямків наукової діяльності, Владислав Яковенко широко висвітлює проблематику ендоскопічної діагностики в блогах та соціальних мережах. З 2013 року на сайті «Доктор на роботі» веде блог, що користується неабиякою популярністю серед міжнародної лікарської спільноти та має понад 8 млн переглядів. 2015 року Яковенко створив YouTube-канал «Vladyslav Yakovenko MD PhD», на якому оприлюднює цікаві клінічні ендоскопічні випадки. 2016 року заснував Facebook-спільноту «EndoUkraine. Cases in Endoscopy», де оприлюднює власні напрацювання в галузі ендоскопії. Станом на березень 2020 року група мала понад 2000 учасників. Член колегії редакційних консультантів журналу «Therapia. Український медичний вісник».

## Членство у наукових спільнотах
- Європейська асоціація ендоскопії шлунково-кишкового тракту (ESGE)
- Всесвітня ендоскопічна організація (WEO)
- Міжнародна спільнота з ендоскопічного ультразвуку (EUS)
- Європейська група ендоскопічної ультрасонографії (EGEUS)
- Асоціація лікарів-ендоскопістів України
- Російська асоціація спеціалістів ендоультрасонографіі (RASEUS)
- Російська гастроентерологічна асоціація (RGA)
- Російське ендоскопічне співтовариство (РОЕНДО)